# Laalaa (peuple)
Les Laalaa ou Sérères-Laalaa font partie du groupe ethnique sérère de Sénégambie (Sénégal et Gambie). Ils vivent dans le  Léhar appelé aussi Laa ou Lâ, qui comprend dix-huit villages au nord de Thiès et dont les habitants sont appelés Laalaa ou Sérères-Laalaa. Bien que les gens soient ethniquement des Sérères, la langue laalaa ou lehar n'est pas un dialecte de la langue sérère, mais comme le saafi, le noon, le ndut et le palor, l'une des langues cangin.

## Culture
Leur langue, le laalaa ou lehar, est l'une des langues cangin, étroitement liée au noon et au saafi, et plus lointainement à la langue sérère.
Ils pratiquent l'agriculture. Auparavant, ils pratiquaient des activités agro-pastorales. Le Léhar compte une jeune génération d'intellectuels, fonctionnaires pour le plus grand nombre,.

## Religion
Ils pratiquent la religion sérère, qui implique la vénération des ancêtres, couvrant toutes les dimensions de la vie, la mort et de l'espace,. Certains Laalaas sont chrétiens ou musulmans, et leur conversion, comme pour la plupart des musulmans sérères, est très récente.